# Marc Shaiman
Marc Shaiman (Newark, Nova Jérsia, 22 de Outubro de 1959) é um compositor de cinema estadunidense, com foco na música clássica e no jazz. Já trabalhou com o cineasta Rob Reiner e o actor e cineasta Billy Crystal. É mais conhecido por ter co-escrito as letras para a versão da Broadway do filme Hairspray. 